# Sci alpino ai XX Giochi olimpici invernali - Discesa libera maschile
Tra le competizioni dello sci alpino ai XX Giochi olimpici invernali di Torino 2006 la discesa libera maschile si disputò domenica 12 febbraio a Sestriere Borgata di Sestriere; il francese Antoine Dénériaz vinse la medaglia d'oro, l'austriaco Michael Walchhofer quella d'argento e lo svizzero Bruno Kernen quella di bronzo.
Detentore uscente del titolo era l'austriaco Fritz Strobl, che aveva vinto la gara dei XIX Giochi olimpici invernali di Salt Lake City 2002 disputata sul tracciato di Snowbasin precedendo il norvegese Lasse Kjus (medaglia d'argento) e l'altro austriaco Stephan Eberharter (medaglia di bronzo); il campione mondiale in carica era lo statunitense Bode Miller, vincitore a Bormio/Santa Caterina Valfurva 2005 davanti al connazionale Daron Rahlves e a Walchhofer.

## Risultati
| Pos. | Atleta                 | Nazione       | Tempo   | Distacco |
| ---- | ---------------------- | ------------- | ------- | -------- |
| 1    | Antoine Dénériaz       | Francia       | 1:48,80 |          |
| 2    | Michael Walchhofer     | Austria       | 1:49,52 | +0,72    |
| 3    | Bruno Kernen           | Svizzera      | 1:49,82 | +1,02    |
| 4    | Kjetil André Aamodt    | Norvegia      | 1:49,88 | +1,08    |
| 5    | Bode Miller            | Stati Uniti   | 1:49,93 | +1,13    |
| 6    | Hermann Maier          | Austria       | 1:50,00 | +1,20    |
| 7    | Marco Büchel           | Liechtenstein | 1:50,04 | +1,24    |
| 8    | Fritz Strobl           | Austria       | 1:50,12 | +1,32    |
| 9    | Patrick Staudacher     | Italia        | 1:50,29 | +1,49    |
| 10   | Daron Rahlves          | Stati Uniti   | 1:50,33 | +1,53    |
| 11   | Pierre-Emmanuel Dalcin | Francia       | 1:50,35 | +1,55    |
| 12   | Tobias Grünenfelder    | Svizzera      | 1:50,44 | +1,64    |
| 13   | Manuel Osborne-Paradis | Canada        | 1:50,45 | +1,65    |
| 14   | Lasse Kjus             | Norvegia      | 1:50,64 | +1,84    |
| 15   | Scott Macartney        | Stati Uniti   | 1:50,68 | +1,88    |
| 16   | François Bourque       | Canada        | 1:50,70 | +1,90    |
| 17   | Ambrosi Hoffmann       | Svizzera      | 1:50,72 | +1,92    |
| 18   | Kurt Sulzenbacher      | Italia        | 1:50,84 | +2,04    |
| 19   | Peter Fill             | Italia        | 1:50,88 | +2,08    |
| 19   | Steven Nyman           | Stati Uniti   | 1:50,88 | +2,08    |
| 21   | Aksel Lund Svindal     | Norvegia      | 1:50,90 | +2,10    |
| 22   | Klaus Kröll            | Austria       | 1:50,91 | +2,11    |
| 23   | Kristian Ghedina       | Italia        | 1:50,98 | +2,18    |
| 24   | Yannick Bertrand       | Francia       | 1:51,37 | +2,57    |
| 25   | Finlay Mickel          | Regno Unito   | 1:51,48 | +2,68    |
| 26   | Didier Défago          | Svizzera      | 1:51,51 | +2,71    |
| 27   | John Kucera            | Canada        | 1:51,55 | +2,75    |
| 28   | Andrej Jerman          | Slovenia      | 1:51,70 | +2,90    |
| 29   | Bjarne Solbakken       | Norvegia      | 1:51,72 | +2,92    |
| 30   | Pavel Šestakov         | Russia        | 1:51,93 | +3,13    |
| 31   | Andrej Šporn           | Slovenia      | 1:52,17 | +3,37    |
| 32   | Craig Branch           | Australia     | 1:52,55 | +3,75    |
| 33   | Patrik Järbyn          | Svezia        | 1:52,87 | +4,07    |
| 34   | Petr Záhrobský         | Rep. Ceca     | 1:52,90 | +4,10    |
| 35   | Claudio Sprecher       | Liechtenstein | 1:53,34 | +4,54    |
| 36   | Bořek Zakouřil         | Rep. Ceca     | 1:54,07 | +5,27    |
| 37   | Roger Cruickshank      | Regno Unito   | 1:54,65 | +5,85    |
| 38   | Aleksandr Chorošilov   | Russia        | 1:54,70 | +5,90    |
| 39   | Àlex Antor             | Andorra       | 1:55,01 | +6,21    |
| 40   | Konstantin Sac         | Russia        | 1:55,03 | +6,23    |
| 41   | Mikael Gayme           | Cile          | 1:55,73 | +6,93    |
| 42   | Maui Gayme             | Cile          | 1:56,10 | +7,30    |
| 43   | Nikolai Hentsch        | Brasile       | 1:56,58 | +7,78    |
| 44   | Michał Kałwa           | Polonia       | 1:56,81 | +8,01    |
| 45   | Jaroslav Babušiak      | Slovacchia    | 1:57,45 | +8,65    |
| 46   | Renārs Doršs           | Lettonia      | 1:57,54 | +8,74    |
| 47   | Mikola Skrjabin        | Ucraina       | 1:57,56 | +8,76    |
| 48   | Sindri Már Pálsson     | Islanda       | 1:57,69 | +8,89    |
| 49   | Jorge Mandrú           | Cile          | 1:58,77 | +9,97    |
| 50   | Roger Vidosa           | Andorra       | 1:59,24 | +10,44   |
| 51   | Andrej Drygin          | Tagikistan    | 1:59,41 | +10,61   |
| 52   | Alexander Heath        | Sudafrica     | 1:59,79 | +10,99   |
| 53   | Florentin Nicolae      | Romania       | 2:00,93 | +12,13   |
|      | Ondřej Bank            | Rep. Ceca     | DNF     | DNF      |
|      | Ivan Heimschild        | Slovacchia    | DNF     | DNF      |

Legenda:

DNF = prova non completata

Pos. = posizione

Ore: 12.00 (UTC+1)

Pista: Kandahar Banchetta

Partenza: 2 800 m s.l.m.

Arrivo: 1 886 m s.l.m.

Lunghezza: 3 299 m

Dislivello: 914 m

Porte: 39

Tracciatore: Helmuth Schmalzl (FIS)